# Папуа Нова Гвинеја на Светском првенству у атлетици на отвореном 2013.
Папуа Нова Гвинеја је учествовала на Светском првенству у атлетици на отвореном 2013. одржаном у Москви од 10. до 18. августа четрнаести пут, односно учествовала је на свим првенствима до данас. Репрезентацију Папуе Нове Гвинеје представљало је двоје атлетичара који су се такмичили у три тркачке дисциплине..
На овом првенству Папуа Нова Гвинеја није освојила ниједну медаљу а постигнут је једнан најбољи лични резултат сезоне.

## Учесници
| Мушкарци: - Мовен Боино — 400 м препоне | Жене: - Toea Wisil — 100 м, 200 м |  |

## Резултати

### Мушкарци
| Атлетичар   | Дисциплина    | Лични рекорд | Квалификације | Квалификације | Полуфинале           | Полуфинале           | Финале               | Финале       | Детаљи |
| Атлетичар   | Дисциплина    | Лични рекорд | Резултат      | Место         | Резултат             | Место                | Резултат             | Место        | Детаљи |
| ----------- | ------------- | ------------ | ------------- | ------------- | -------------------- | -------------------- | -------------------- | ------------ | ------ |
| Мовен Боино | 400 м препоне | 50,37 НР     | 51,49 ЛРС     | 6. у гр 4     | Није се квалификовао | Није се квалификовао | Није се квалификовао | 33./ 35 (37) |        |

### Жене
| Атлетичарка | Дисциплина | Лични рекорд        | Квалификација | Квалификација | Полуфинале            | Полуфинале            | Финале                | Финале       | Детаљи |
| Атлетичарка | Дисциплина | Лични рекорд        | Резултат      | Место         | Резултат              | Место                 | Резултат              | Место        | Детаљи |
| ----------- | ---------- | ------------------- | ------------- | ------------- | --------------------- | --------------------- | --------------------- | ------------ | ------ |
| Toea Wisil  | 100 м      | 11,41               | 11,61         | 6. у гр 4     | Није се квалификовала | Није се квалификовала | Није се квалификовала | 31./ 45 (47) |        |
| Toea Wisil  | 200 м      | 23,46 (+1.6 м/с) НР | 24,23         | 7. у гр 5     | Није се квалификовала | Није се квалификовала | Није се квалификовала | 43./ 46 (50) |        |